# Ichneumon vestianellae
Ichneumon vestianellae là một loài tò vò trong họ Ichneumonidae.